# Blautia hansenii
Espèce
Blautia hansenii est une espèce de bactéries à gram positif de la famille des Lachnospiraceae.

## Taxonomie
Le nom correct complet (avec auteur) de ce taxon est Blautia hansenii (Holdeman & Moore 1974) Liu et al. 2008. Le nom de ce taxon a été validé la même année.
Blautia hansenii a pour synonymes :
- Ruminococcus hansenii (Holdeman & Moore 1974) Ezaki et al. 1994
- Streptococcus hansenii Holdeman & Moore 1974

### Étymologie
L'étymologie de l'épithète spécifique de Blautia hansenii est la suivante : han.sen’i.i. N.L. gen. masc. n. hansenii, de Hansen, nommé en l'honneur du bactériologiste américano-danois Poul Arne Hansen (1902-1972).